# Episodi di Titeuf (prima stagione)
La prima stagione di Titeuf è andata in onda in Francia dall'aprile 2001 al settembre 2002 su Canal J su France 3 viene trasmesso da dicembre 2001. In Italia viene trasmessa su Rai 2 dal 14 ottobre 2002.

## Episodi
| nº | Titolo originale            | Titolo italiano            | Prima TV Francia  | Prima TV Italia  |
| -- | --------------------------- | -------------------------- | ----------------- | ---------------- |
| 1  | Tic... paf                  | Tic... paf                 | 4 aprile 2001     | 14 ottobre 2002  |
| 2  | Ma sœur Zizie               | Mia Sorella Zizi           | 11 aprile 2001    | 14 ottobre 2002  |
| 3  | Trouille                    | Paure                      | 18 aprile 2001    | 14 ottobre 2002  |
| 4  | Yann le Yéti                | Lo Yeti                    | 25 aprile 2001    | 14 ottobre 2002  |
| 5  | Une star est née            | E' nata una stella         | 1º maggio 2001    | 15 ottobre 2002  |
| 6  | Colin-Traquenard            | Gita in campagna           | 8 maggio 2001     | 15 ottobre 2002  |
| 7  | Vive le sport               | Viva lo sport              | 15 maggio 2001    | 15 ottobre 2002  |
| 8  | Ze t'aime                   | Il disegno sul muro        | 22 maggio 2001    | 15 ottobre 2002  |
| 9  | La triche                   | Il frode                   | 29 maggio 2001    | 16 ottobre 2002  |
| 10 | Sauver Vomito               | Salviamo Vomito            | 6 giugno 2001     | 16 ottobre 2002  |
| 11 | Tcheu de colo               | Chin del colonretto        | 13 giugno 2001    | 16 ottobre 2002  |
| 12 | La faute au maton           | La colpa al maton          | 20 giugno 2001    | 16 ottobre 2002  |
| 13 | L'encre dédébile            | L'inchiostro invisibile    | 27 giugno 2001    | 17 ottobre 2002  |
| 14 | Titeuf mon zéro             | Titeuf prende zero         | 3 luglio 2001     | 17 ottobre 2002  |
| 15 | Diesel                      | Gas Gas                    | 10 luglio 2001    | 17 ottobre 2002  |
| 16 | Méchant cadô                | Il capello di Nadia        | 17 luglio 2001    | 17 ottobre 2002  |
| 17 | Titeuf, ce génie            | Titeuf, il genio           | 24 luglio 2001    | 18 ottobre 2002  |
| 18 | Le pari                     | La visita                  | 1º agosto 2001    | 18 ottobre 2002  |
| 19 | Pov'dieux                   | Povero Dio                 | 8 agosto 2001     | 18 ottobre 2002  |
| 20 | SOS rabbit                  | SOS conigli                | 15 agosto 2001    | 21 ottobre 2002  |
| 21 | Train d'enfer               | Una notte in treno         | 22 agosto 2001    | 21 ottobre 2002  |
| 22 | Boule de neige              | Palla di neve              | 29 agosto 2001    | 21 ottobre 2002  |
| 23 | La classe de neige          | Viaggio di classe          | 5 settembre 2001  | 21 ottobre 2002  |
| 24 | Raclette partie             | Raclette Party             | 12 settembre 2001 | 22 ottobre 2002  |
| 25 | L'ekrazatator               | L'ekrazat                  | 19 settembre 2001 | 22 ottobre 2002  |
| 26 | Tchernobyl                  | Chernobyl                  | 26 settembre 2001 | 23 ottobre 2002  |
| 27 | Tata Monique                | La Tata                    | 3 ottobre 2001    | 23 ottobre 2002  |
| 28 | Mauvais casting             | Pessimo casting            | 10 ottobre 2001   | 24 ottobre 2002  |
| 29 | Zizie l'intello             | Zizie l'intellettuale      | 18 ottobre 2001   | 24 ottobre 2002  |
| 30 | Toutes sur Titeuf           | Tutti su Titeuf            | 25 ottobre 2001   | 25 ottobre 2002  |
| 31 | Tout nu                     | Nudo                       | 1º novembre 2001  | 25 ottobre 2002  |
| 32 | Les poux attaquent          | Pidocchi all'attacco       | 8 novembre 2001   | 28 ottobre 2002  |
| 33 | Papa chôme                  | Papà 007                   | 15 novembre 2001  | 28 ottobre 2002  |
| 34 | Gare aux z'oreilles         | Attenzione alle orecchie   | 22 novembre 2001  | 29 ottobre 2002  |
| 35 | Le grand déménagement       | Il grande passo            | 29 novembre 2001  | 29 ottobre 2002  |
| 36 | T'tention les yeux          | Attenzione agli occhi      | 6 dicembre 2001   | 30 ottobre 2002  |
| 37 | Le sikologue                | La strategia               | 13 dicembre 2001  | 30 ottobre 2002  |
| 38 | Diego                       | Diego                      | 20 dicembre 2001  | 31 ottobre 2002  |
| 39 | Enfin seuls                 | Finalmente soli            | 27 dicembre 2001  | 1º novembre 2002 |
| 40 | Le porte-savon              | Il portasapone             | 3 gennaio 2002    | 1º novembre 2002 |
| 41 | Rupture                     | La rottura                 | 10 gennaio 2002   | 4 novembre 2002  |
| 42 | Nadia beurzday              | Il compleanno di Nadia     | 17 gennaio 2002   | 4 novembre 2002  |
| 43 | L'ado                       | La crisi adolescenziale    | 24 gennaio 2002   | 5 novembre 2002  |
| 44 | Pretty Julie                | Bella Julie                | 31 gennaio 2002   | 5 novembre 2002  |
| 45 | Le bourreau des stickers    | Il carnefice degli adesivi | 7 febbraio 2002   | 6 novembre 2002  |
| 46 | Ma future                   | Viaggio nel futuro         | 14 febbraio 2002  | 6 novembre 2002  |
| 47 | Avec les filles             | Con le ragazze             | 21 febbraio 2002  | 6 novembre 2002  |
| 48 | La boum                     | La festa                   | 28 febbraio 2002  | 7 novembre 2002  |
| 49 | Les z'amoureux              | L'amore...                 | 7 marzo 2002      | 7 novembre 2002  |
| 50 | Le Zizi de Zizie            | Lo scambio                 | 14 marzo 2002     | 8 novembre 2002  |
| 51 | Aux frontières du réel      | X-Files                    | 21 marzo 2002     | 8 novembre 2002  |
| 52 | Crepauch'mar                | In primo piano             | 28 marzo 2002     | 6 gennaio 2003   |
| 53 | Top honte                   | Top vergogna               | 5 aprile 2002     | 6 gennaio 2003   |
| 54 | Célébrité                   | Celebrità                  | 12 aprile 2002    | 7 gennaio 2003   |
| 55 | Fourmis zélées              | Formiche zelanti           | 19 aprile 2002    | 8 gennaio 2003   |
| 56 | L'électrotactique           | L'elettricista             | 26 aprile 2002    | 8 gennaio 2003   |
| 57 | Pépé Dracula                | Nonno Dracula              | 2 maggio 2002     | 9 gennaio 2003   |
| 58 | Le retour du Grand Mugul    | Il ritorno del Gran Mugul  | 9 maggio 2002     | 10 gennaio 2003  |
| 59 | Fauche qui peut             | Un po' di falciatura       | 16 maggio 2002    | 10 gennaio 2003  |
| 60 | Les z'abdos                 | L'abbandono                | 23 maggio 2002    | 1º febbraio 2003 |
| 61 | Zizique parc                | Il potere di Zizie         | 30 maggio 2002    | 11 ottobre 2005  |
| 62 | Naze de short               | I nuovi pantaloncini       | 7 giugno 2002     | 11 ottobre 2005  |
| 63 | Les routiers sont sympas    | le strade sono belle       | 14 giugno 2002    | 12 ottobre 2005  |
| 64 | Le divorce                  | Il divorzio                | 21 giugno 2002    | 12 ottobre 2005  |
| 65 | Quelle galère c'te voiture  | Il dolore che aiuta        | 28 giugno 2002    | 13 ottobre 2005  |
| 66 | Le bourre-cochon            | Abbasso alla carne         | 4 luglio 2002     | 13 ottobre 2005  |
| 67 | Fills de personne           | Riempie le persone         | 11 luglio 2002    | 14 ottobre 2005  |
| 68 | Le bon plan                 | Un perfetto piano          | 18 luglio 2002    | 14 ottobre 2005  |
| 69 | Pèpè pète la forme          | Nonnino stai attento       | 25 luglio 2002    | 17 ottobre 2005  |
| 70 | Les z'oreilles de l'exploit | La gara di pedalò          | 2 agosto 2002     | 17 ottobre 2005  |
| 71 | L'éphémère                  | L'effimero                 | 9 agosto 2002     | 18 ottobre 2005  |
| 72 | Les joies de la mer         | Le gioie del mare          | 16 agosto 2002    | 18 ottobre 2005  |
| 73 | Touche pas à mon arbre      | Non toccare il mio albero  | 23 agosto 2002    | 19 ottobre 2005  |
| 74 | A vos remarques             | Il feedback                | 30 agosto 2002    | 19 ottobre 2005  |
| 75 | Tim, il est trop            | Impara da Tim              | 6 settembre 2002  | 20 ottobre 2005  |
| 76 | Duel au soleil              | Duello al sole             | 13 settembre 2002 | 20 ottobre 2005  |
| 77 | Le grand Myope              | Il grande Myope            | 20 settembre 2002 | 24 ottobre 2005  |
| 78 | Bonnes Vacances             | Buone Vacanze              | 27 settembre 2002 | 24 luglio 2003   |